# 卢佛罗别墅

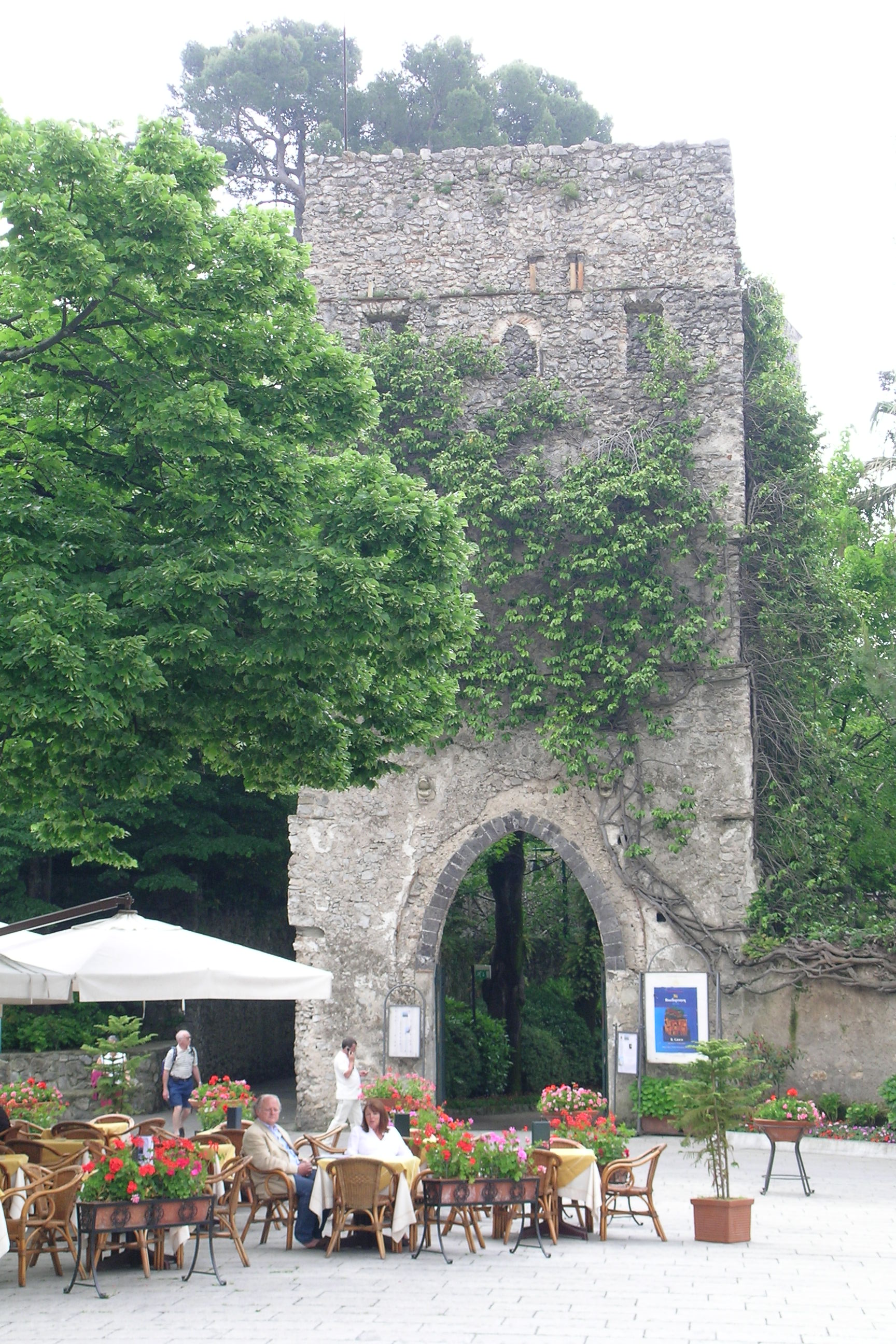
入口

卢佛罗别墅（Villa Rufolo）位于意大利南部阿马尔菲海岸，萨莱诺省小镇拉韦洛的历史中心，主教座堂广场前。它可以追溯到13世纪，在19世纪大规模改建。
卢佛罗别墅最初属于富裕的卢佛罗家族（曾出现在薄伽丘的《十日谈》中）。19世纪中叶，它被卖给苏格兰人弗朗西斯·尼维尔·里德，经修复后形成今天的布局。 
该别墅有一个拱形门楼入口，和一个塔楼（Torre Maggiore），后者面对拉韦洛主教座堂的钟楼，俯瞰上下平台，以及阿马尔菲海岸和萨莱诺湾，有一年中大多数时间鲜花盛开的花园。
德国作曲家理查德·瓦格纳在1880年参观别墅，被其美丽所征服，据此构思出歌剧《帕西法尔》中魔法师克林索爾的花园。为了纪念他，每年卢佛罗别墅的花园都会举办瓦格纳音乐会。